# Catherine Mermet
'Catherine Mermet' est un cultivar de rosiers thé obtenu en 1869 par le rosiériste lyonnais Guillot fils. C'est l'un des rosiers thés les plus fameux grâce à sa couleur rose pâle très raffinée.

## Description
Ce rosier présente des fleurs relativement grosses de 8 à 10 cm (26-40 pétales) rose chair pâle et très odorantes qui débutent en corolles, puis s'épanouissent en coupes presque pleines à très pleines. Elles fleurissent solitaires ou en bouquets de trois roses tout au long de la saison. Il faut ôter les fleurs fanées chaque semaine pour favoriser la floraison suivante. Son buisson s'élève jusqu'à 150 à 180 cm et même 215 cm s'il est palissé, pour une envergure de 120 cm.
Sa zone de rusticité est de 6b à 9b. Ce rosier a besoin d'une situation ensoleillée pour s'épanouir pleinement ; il est fort rustique.
Autrefois, ce rosier était cultivé avec grand succès sur la Côte d'Azur pour la fleur coupée.
Anton Tchekhov l'avait fait planter dans le jardin de sa villa de Yalta en Crimée.